# Le Dernier Gang
Ne doit pas être confondu avec Le Dernier Gangster.
Pour plus de détails, voir Fiche technique et Distribution.
Le Dernier Gang est un film français réalisé par Ariel Zeitoun sorti le 31 octobre 2007. Le film relate de manière romancée la « carrière » du célèbre gang des postiches, une équipe de braqueurs qui a écumé la région parisienne dans les années 1980.

## Synopsis
Au milieu des années 1970, Simon (Vincent Elbaz) et sa bande habitent le quartier populaire de Belleville dans le XXe arrondissement de Paris. Après plusieurs larcins l'ayant conduit en prison, il rencontre Mohamed Badaoui (Sami Bouajila), surnommé Casa, avec lequel il va basculer dans le grand banditisme et devenir, avec sa bande, un braqueur de banques très efficace. C'est lors d'un braquage qu'il remarque Julie (Clémence Poésy), étudiante bourgeoise, qu'il retrouve par hasard dans un bistrot de Montparnasse et dont il tombe éperdument amoureux.
Après avoir connu la vie de gangster – cavale, fausse identité, dépenses sans limites dans les boîtes, casinos, hôtels de luxe et même la condamnation à mort par contumace –, Simon et Casa, de retour à Paris, décident désormais de s'attaquer aux salles de coffres forts des banques avec pour spécialité le déguisement vestimentaire et le port de perruques, fausses moustaches et fausses barbes. Après des séries de braquages spectaculaires et couronnés de succès, les forces de police menées par le commissaire Brevard (Patrick Descamps) décident de stopper avec force les agissements du gang.

## Fiche technique
- Titre : Le Dernier Gang
- Titres internationaux : Masked Mobsters ou The Last Gang[1]
- Titres provisoires : Le gang des postiches et Les buttes-Chaumont[1],[2]
- Réalisateur : Ariel Zeitoun
- Scénario : Daniel Saint-Hamont, Laurence Siari et Ariel Zeitoun
- Musique : Nathaniel Mechaly
- Montage : Jennifer Augé
- Costumes : Pascale Arrou
- Photographie : Sébastien Pentecouteau
- Production : Pierre-Ange Le Pogam et Ariel Zeitoun
- Coproducteur : Olivier Glaas
- Sociétés de production : Ajoz Films, EuropaCorp, France 3 Cinéma, Sofica EuropaCorp, Sogécinéma 5, Canal+ et CinéCinéma
- Distribution France : EuropaCorp Distribution
- Budget : 9,05M€[3]
- Genre : Drame, historique et film de gangsters
- Dates de sortie[1] :
  - France, Belgique : 31 octobre 2007
  - Canada : 31 mars 2009 (DVD)

## Distribution
- Vincent Elbaz : Simon
- Clémence Poésy : Julie
- Sami Bouajila : Casa
- Gilles Lellouche : Milan
- Pascal Elbé : Giraud
- Patrick Dell'Isola : Landais
- Grégory Gadebois : Bonner
- Guillaume Viry : Merle
- Matthieu Boujenah : Maxime
- Gabriella Wright : Daniella
- Patrick Descamps : commissaire Brevard
- Fabrizio Rongione : Ilyo
- Michel Boujenah : Le père de Julie
- Denis Sebbah : Pérez Junior
- Jeremy Azencott : Samy
- Laurent Labasse : Inspecteur Vernier
- Wilfred Benaïche : Pérez
- Xavier de Guillebon : Segal
- Amélia Jacob : Claire
- Luc Florian : Santy
- Lara Bellerose : Claire (voix off)

## Production

### Genèse du projet
Daniel Saint-Hamont, Laurence Siari et Ariel Zeitoun commencent à travailler sur le scénario en 2003. Aucun livre n'avait encore été écrit à cette époque sur le Gang des postiches et ils disposaient alors que de coupures de presse, reportages audiovisuels et surtout le témoignage d'André Bellaïche.

« Il avait été arrêté en même temps que les Postiches à Yerres, dans la région parisienne, et désigné à l'époque comme le cerveau du gang. Mais André Bellaïche n'a jamais rien avoué à ce sujet, et la justice n'a jamais réussi à le confondre. »

— Ariel Zeitoun
Ils décident de s'inspirer librement l'histoire des postiches et des rencontres du réalisateur avec Bellaïche.

« Je n'avais pas envie de faire un film de plus sur le "Milieu". Je n'avais pas davantage envie de m'attacher à une histoire pour laquelle il me faudrait idéaliser mes personnages. Ce qui m'intéressait, c'était de trouver le moule dans lequel mes thèmes, mes obsessions, allaient pouvoir prendre corps. C'est en ce sens que ma rencontre avec André Bellaïche a été déterminante. Parce que son histoire personnelle est très particulière et mystérieuse - autant que le sont ses liens avec le Gang des Postiches - j'étais libre d'inventer, d'adapter, de me glisser dans cette histoire (...) Ces vies sont le miel des scénaristes, et ce film n'est en rien un documentaire scrupuleux sur l'histoire de tel personnage ni celle de tel gang. J'utilise simplement les éléments de leurs histoires comme la majorité des cinéastes le font lorsqu'ils se frottent au genre : ce que l'on met dans nos films s'inspire du "vrai", tout en étant obligatoirement retraité. »

— Ariel Zeitoun
Ainsi, la plupart des personnages sont inspirés de vraies personnes, seul le personnage de Milan incarné par Gilles Lellouche est fictif. Il est la synthèse de plusieurs policiers ayant travaillé sur l'affaire.

### Casting
Pour le rôle principal de Simon, Ariel Zeitoun a beaucoup hésité à propos de Vincent Elbaz :

« Même si pour tout le monde, il était évident que son talent, son abattage naturel, sa formidable énergie et sa générosité le prédisposaient à tenir le rôle principal, moi je ne voulais pas, parce que dans un rôle similaire qu'il avait tenu quelques années auparavant, il ne m'avait pas convaincu, confie le cinéaste. J'avais d'ailleurs mis longtemps à comprendre pourquoi. En fait, en même temps qu'il jouait, il jugeait son personnage. Qu'il condamnait d'ailleurs sans circonstances atténuantes ! Alors je lui ai proposé le rôle de Milan. Poliment, il a lu le scénario et m'a rappelé pour me dire que le seul rôle qui l'intéressait était celui de Simon. Moi, dès notre rencontre, j'avais commencé à gamberger : ce que je découvrais de lui, son implication quand il parlait de l'ambiance et du personnage, ont fait que petit à petit, j'ai basculé. Mais je lui ai demandé d'être fier de Simon, et de l'aimer, Bon ou Méchant. Et de s'aimer lui aussi. De ne pas être son propre juge. De laisser ce soin aux autres. »

— Ariel Zeitoun

### Tournage
Le film a principalement été tourné à Paris. Le tournage a été très rapide.

« Avec Yamakasi, j'ai en effet découvert la liberté. Comme je n'avais eu qu'une semaine de préparation, je n'avais aucune idée préconçue sur rien. J'étais arrivé nu et il avait bien fallu tourner chaque jour. Pour Le Dernier gang, j'avais l'obsession qu'il en soit de même alors que j'étais dans la situation inverse puisque j'avais vécu une incubation de sept ans avec ce projet ! Quand est venu le moment de la préparation, j'ai donc commencé à volontairement me détacher du scénario, j'ai évité d'aller sur le décor, de me livrer à une prépa classique. J'ai également refusé un découpage précis car je voulais arriver chaque jour sur le plateau en me demandant ce que j'allais faire. C'était un peu risqué bien sûr, mais je dois admettre que c'est ce qui m'a permis de réaliser ce film dans un état de totale liberté : je voulais que tout se règle sur le tournage, dans ce moment de confrontation entre le texte, les acteurs, les décors, la technique et les envies de mise en scène qui me venaient sur le coup. Si bien qu'au bout d'une semaine de tournage, Vincent Elbaz m'a dit : "Tu réalises ce film comme si tu faisais un casse". Effectivement, si le tournage a été "speed" en permanence, c'est parce que je voulais imprimer cette même énergie au film. »

— Ariel Zeitoun

### Musiques additionnelles
Sauf indication contraire, les informations mentionnées dans cette section peuvent être confirmées par le générique de fin de l'œuvre audiovisuelle présentée ici, ainsi que par la base de données cinématographiques IMDb,  présente dans la section « Liens externes ».
- Daniela - Les Chaussettes noires
- Antisocial - Trust
- 99 Luftballons - Nena